# Výčapy-Opatovce
Výčapy - Opatovce est un village de Slovaquie situé dans la région de Nitra.

## Histoire
Première mention écrite du village en 1247.

## Démographie

### Évolution de la population
| Année:               | 1994. | 2004.   | 2014.   | 2024.   |
| -------------------- | ----- | ------- | ------- | ------- |
| Nombre de personnes: | 2151  | 2125    | 2188    | 2137    |
| Différence:          |       | -1,20 % | +2,96 % | -2,33 % |

| Année:               | 2023. | 2024.   |
| -------------------- | ----- | ------- |
| Nombre de personnes: | 2153  | 2137    |
| Différence:          |       | -0,74 % |